# Charicrita citrozona
Charicrita citrozona là một loài bướm đêm thuộc họ Yponomeutidae. Loài này có ở Úc.